# Membrillera
Membrillera è un comune spagnolo di 96 abitanti situato nella comunità autonoma di Castiglia-La Mancia.